# Бадинський праліс
 Бадинський праліс (словац. Badínsky prales) — заповідник, що розташований у центрі Словаччини. Охоронювані території розкинулися біля гірського масиву Кремницькі Врхи, що за 5 км від села Бадин Банськобистрицького краю. Бадинський праліс простягнувся вздовж долини між схилами гір Лорен та Скалиця. Висота цього пралісу над рівнем моря складає від 620 до 1025 метрів, а його площа перевищує 153 га, з них заповідними територіями оголошено 30 га, а решта — буферна зона.

## Історія
Бадинський праліс вважається найстарішим заповідником Словаччини, який налічує понад століття з моменту створення. В 1913 році уряд Австро-Угорщини оголосив заповідними територіями 20,5 га і включило цей праліс до списку природних пам'яток країни. Після реорганізацій з 1974 по 2002 роки заповідні території було збільшено до 30 га.

## Опис
Особлива гордість заповідника — буковий ліс, протягом тривалого часу не порушений людською діяльністю, саме тому вчені відносять його до первісного лісу. Так як Бадинський праліс розташований у зоні гірського клімату, тут підвищена вологість і температурні коливання протягом доби. При наявності снігового покриву близько 150 днів на рік тривалість вегетаційного періоду місцевих рослин становить від 120 до 140 днів. Бадинський ліс оголошений об'єктом всесвітньої спадщини ЮНЕСКО.

## Гідрологія
Через заповідник протікає Бадинський струмок з двома притоками, який є притокою річки Грона. На потічку є Бадинський водоспад, що часто відвідується туристами.

## Флора
Цей район входить до передкарпатської підзони (Praecarpaticum) західної частини Карпатської екозони (Carpaticum occidentale). Рослинність носить характер первинного змішаного лісу, але тут також густо представлені субальпійські і альпійські види. У зоні захисту лісових місцезростань були ідентифіковані 140 видів судинних рослин, в тому числі 34 видів дерев і 106 видів трав.
70 % території займає буковий змішаний праліс. Серед дерев домінуючими видами є бук лісовий (Fagus sylvatica, 58 %), ялиця (Abies alba, 21 %), ялина європейська (Picea abies, 10 %). Зустрічаються також явір (Acer pseudoplatanus), ясен звичайний (Fraxinus excelsior), липа серцелиста (Tilia cordata), липа широколиста (Tilia platyphyllos) і в'яз шорсткий (Ulmus glabra). На узліссі також ростуть верба козяча (Salix caprea), осика (Populus tremula) і горобина звичайна (Sorbus aucuparia)

## Фауна
Ліс багатий на жуків, Carabus auronitens, Carabus variolosus, Eurythyrea austriaca, Rosalia alpina. У лісі є велика кількість мертвої деревини, з якими пов'язані сапроксилічні жуки, найпоширенішими є короїд Ptilinus ectinicornis, а потім Xyleborus dispar, Hylecoetus dermestoides і Xyloterus domesticus.
Із земноводних зустрічаються тритон карпатський (Triturus montandoni), тритон альпійський (Triturus alpestris), саламандра вогненна (Salamandra salamandra), квакша звичайна (Hyla arborea), ропуха звичайна (Bufo bufo), ропуха зелена (Bufo viridis) і кумка жовточерева (Bombina variegata). З рептилій особливо поширені ящірка живородна (Lacerta vivipara), ящірка мурова (Lacerta muralis), ящірка зелена (Lacerta viridis), мідянка звичайна (Coronella austriaca) і гадюка звичайна (Vipera berus).
Ліс забезпечує дуже хороші можливості для гніздування птахів, таких як Дятел білоспинний (Dendrocopos leucotos), мухоловка мала (Ficedula parva), глушець (Tetrao urogallus), пугач (Bubo bubo), сичик-горобець (Glaucidium passerinum), одуд (Upupa epops), рябчик (Tetrastes bonasia) тощо.
Серед ссавців поширені мідиця альпійська (Sorex alpinus), мишівка лісова (Sicista betulina), рись (Lynx lynx), нічниця довговуха (Myotis bechstei), нічниця велика (Myotis myotis), ведмідь бурий (Ursus arctos), вовк (Canis lupus).